# Sønderjyske Motorvej
Der Sønderjyske Motorvej ist eine Autobahn im Südwesten Dänemarks und Teilstück der E45. Sie verbindet Flensburg mit dänischen Städten wie Kolding, wo sie am Autobahnkreuz Kolding Vest den Esbjergmotorvejen kreuzt. Bis zum Autobahnkreuz Kolding verläuft sie nun gemeinsam mit der E20, die dann dort in den Taulovmotorvejen übergeht, dessen Verlängerung den Großen Belt quert und den Osten Dänemarks anbindet. Der Sønderjyske Motorvej endet am Autobahnkreuz Skærup, wo sie, wie auch die E45, in den Østjyske Motorvej übergeht, der den Norden Dänemarks und somit auch wichtige Fährhäfen anbindet. Somit spielt diese Autobahn nicht nur für den Grenzverkehr, sondern auch im internationalen Güter- und Personenverkehr eine wichtige Rolle.

## Ausbauzustand
Die Autobahn ist auf der gesamten Länge zweistreifig.

## Geschichte
Die Straße wurde in acht Etappen errichtet. Der Bau begann 1970 zunächst in der Nähe von Kolding. In den darauf folgenden Jahren wurde die Autobahn immer wieder verlängert, die letzte Etappe erfolgte 1984 bei Christiansfeld.